# The Good Night
The Good Night är en amerikansk-brittisk långfilm från 2007 i regi av Jake Paltrow, med Martin Freeman, Gwyneth Paltrow, Penélope Cruz och Danny DeVito i rollerna.

## Handling
Gary Shaller (Martin Freeman) var tidigare en lyckad musiker som spelade keyboard i bandet "On The One". Nuförtiden lever han ett tråkigt liv, arbetandes med att spela in reklamjinglar för sin gamla band-kollega Paul (Simon Pegg). Hans förhållande med flickvänen Dora (Gwyneth Paltrow) verkar inte vara på väg någonstans. Han börjar istället ha livstrogna drömmar om den glamorösa kvinnan Anna (Penélope Cruz) som han förälskar sig i.

## Rollista
| Martin Freeman    | – Gary Shaller   |
| Gwyneth Paltrow   | – Dora Shaller   |
| Penélope Cruz     | – Anna           |
| Danny DeVito      | – Mel            |
| Simon Pegg        | – Paul           |
| Michael Gambon    | – Alan Weigert   |
| Kate Harper       | – Ballet Teacher |
| Keith Allen       | – Norman         |
| Steffan Boje      | – Karlheinz      |
| Sonia Doubell     | – Shawna         |
| Stephen Graham    | – Victor         |
| Juliana Kiehl     | – Naresta        |
| Meredith MacNeill | – Tica           |